# Hadeel Abdel Aziz
Hadeel Abdel Aziz, en arabe : هديل عبد العزيز est une juriste jordanienne et une militante des droits de l'homme. Elle est également membre fondatrice et directrice exécutive de l'ONG Justice Center for Legal Aid (en) (JCLA), basée en Jordanie. Son travail consiste notamment à plaider en faveur de la réforme judiciaire, de l'automatisation des tribunaux et à fournir des projets d'accès à la justice par le biais d'un réseau de cliniques d'aide juridique qui aident les autres dans les domaines civil, pénal et familial, y compris en ce qui concerne la loi de la charia.
Le 8 mars 2023, elle reçoit le Prix international de la femme de courage. Elle est également lauréate du Prix franco-allemand des droits de l'homme et de l'État de droit,, qui lui est remis lors du 60e anniversaire du traité de l'Élysée, le 22 janvier 2023.